# Vandamia
Vandamia is een geslacht van vlinders van de familie visstaartjes (Nolidae), uit de onderfamilie Nolinae.

## Soorten
- V. gladstonei van Son, 1933
- V. illaudata D.S. Fletcher, 1958
- V. lightfooti van Son, 1933
- V. mariepi van Son, 1933
- V. typica van Son, 1933